# Elegia atratiflora
Elegia atratiflora är en gräsväxtart som beskrevs av Esterh. Elegia atratiflora ingår i släktet Elegia och familjen Restionaceae. Inga underarter finns listade i Catalogue of Life.